# 廖世俊
廖世俊，教授，主要研究领域为应用数学、非线性波浪、海洋工程等。“同伦分析方法”的创立者。中国教育部第三批“长江学者”特聘教授。获得中国“国家自然科学二等奖”等奖项，发表论文数百篇，出版多本英文专著。

## 生平
1989-1992年，博士就读于汉堡大学；1992年获上海交通大学博士学位；
1992年起任职于上海交通大学船舶海洋与建筑工程学院，1996年升任教授；
现为上海交通大学教授、“海洋工程国家重点实验室”副主任等职。